# Prosac
《Prosac》(프로삭)은 2인조 힙합그룹 TBNY의 데뷔 음반이다. EP로 발매되었다. 2002년 12월 13일에 발매되었다.

## 수록곡
1. Prosack (intro)
2. Memento
3. You
4. 파이 (feat with. 린)
5. 유서 (feat with. 에픽하이)
6. 어느날... (feat with. 린)
7. Illusion (feat with. 윤미래)
8. Natural(outro)